# サイ上科
サイ上科（さいじょうか、学名：Rhinocerotoidea）とは、有角亜目に属するタクソンのこと。バク上科とともに有角亜目を構成する。

## 進化史
この上科はかなり多様化していて、進化傾向があまりないため、この上科の各科について解説する。

### ヒラコドン科
ヒラコドン科は始新世に出現し、始新世中期から後期にかけて進化のピークを迎えた。疾走に適した進化をしているが、ウマ科や、プロテロテリウム科のような指が一本になるような進化傾向はない。やわらかい木の葉を食べていたためか、中新世にまで耐えたが、絶滅した。

### アミノドン科
この科は、始新世のアジアから興り、珍しく、初期の種から重々しい体格をしており、あまりその形態を変化させていない。例を挙げるならば、吻部の縮小ぐらいしかない。また、この科も一時期は栄えたが、漸新世になるとともに衰退し、漸新世後期には絶滅した。

### サイ科
サイ科は恐らくヒラコドン科から派生したと考えられ、彼らは大型化、高歯冠化、少臼歯の大臼歯化している。

## 形態
サイ上科の共通形質は少なく、歯列での分類が中心である。特徴としては、少臼歯が大臼歯化しており、上顎の大臼歯の稜線がギリシャ語の『π（パイ）』の字を描いている。下顎にも横走稜緑があった。また、この上科が史上最大の陸上哺乳類、パラケラテリウム（インドリコテリウム）を輩出させている。

### ヒラコドン科
この科は、細長い四肢と、低い頭蓋、と疾走に適した形態をしている。また、小型で、眼窩と側眼窩は繋がっている。

### アミノドン科
この科は、軽々しい体格をしたヒラコドン科と違い、脚は太く短く、割と重々しい体格をしている。犬歯と大臼歯は巨大化しており、前者は短剣のように鋭く、後者は食物を切り裂くのに適していたと考えられる。また、少臼歯は著しく退化しており、3番目の大臼歯が四角形に近い形をしていた。

### サイ科
サイ科は重々しい体形をしており、初期の種でも肩高が1.2メートルから1.5メートルと、大型の種でも肩高が約5.5メートルと大型の科である。また、この重々しい体を支えるための大きな3指を備えている（初期の種は4指もつものもいる）。この科全体の特徴としては、I1の切歯がのみのような形をしていて、I2は少し前方にカーブしている。さらにM3が少し欠けており、πの字のようになっていた稜線がラムダ字形のようになっているのも特徴である。